# Селин, Сергей Андреевич
Серге́й Андре́евич Се́лин (род. 12 марта 1961, Воронеж, Воронежская область, РСФСР, СССР) — советский и российский актёр театра, кино и озвучивания. Заслуженный артист Российской Федерации (2006). Член общественной организации «Союз кинематографистов Российской Федерации».
Известен по роли Анатолия Дукалиса в детективных телесериалах «Улицы разбитых фонарей», «Убойная сила» и «Опера. Хроники убойного отдела».
Член Всероссийской политической партии «Единая Россия».

## Биография
Родился 12 марта 1961 года в Воронеже, в семье инженеров.
В средней школе учился хорошо. Занимался музыкой в духовом оркестре, ходил в драматический кружок. Уже с шести лет мечтал стать артистом. Стихи готовил не по программе, читал одноклассникам малоизвестные произведения Лермонтова, Пушкина.
В школьные годы состоял на учёте в детской комнате милиции.
В 1978—1980 годах проходил военную службу по призыву в рядах Советской армии в учебной части № 50 в городе Туле, был тромбонистом в музыкальной роте, в звании сержанта руководил духовым оркестром.
После армии и нескольких неудачных попыток поступления в московские театральные вузы два года отучился в Воронежском технологическом институте по специальности «Инженер-технолог мясо-молочных продуктов».
В 1983 году поступил, а в 1987 году окончил Ленинградский государственный институт театра, музыки и кинематографии (ЛГИТМиК) (курс Игоря Олеговича Горбачёва). Учился на одном потоке с Юрием Гальцевым, Николаем Фоменко и Геннадием Ветровым.
В 1987—1995 годах служил в труппе Молодёжного театра на Фонтанке в Ленинграде (Санкт-Петербурге).
В 1990 году начал сниматься в кино. Дебютировал в комедийном художественном фильме «Бакенбарды» режиссёра Юрия Мамина производства киностудии «Ленфильм».
Популярность приобрёл в 1998 году после выхода на телеэкраны детективного телесериала «Улицы разбитых фонарей» (1998—2019), в котором исполнил роль старшего лейтенанта милиции Анатолия Дукалиса.
В 2003 году стал членом партии «Единая Россия».
В 2006 году являлся артистом Общества с ограниченной ответственностью «Феникс-Фильм», город Москва.
В 2009 году записал свою первую песню «Ты меня не достанешь!», повествующую о тяжёлой жизни в быту российских милиционеров.
6 февраля 2012 года был официально зарегистрирован как доверенное лицо кандидата на должность Президента Российской Федерации Владимира Путина на выборах 4 марта 2012 года.
С 2017 года внесён в базу украинского сайта «Миротворец».
В 2020 году снялся в агитационном ролике в поддержку проекта внесения поправок в Конституцию Российской Федерации на общероссийском голосовании 1 июля 2020 года.
В середине июня 2022 года в российский прокат вышла спортивная драма «Бультерьер», снятая при участии актёра. В фильме также сыграли Владимир Минеев (действующий боец MMA), Александр Михайлов и Виталий Кищенко.
С сентября 2023 года — актёр Центрального академического театра Российской армии.

### Семья
Отец — Андрей Селин, мать — Мария Селина, сестра — Валерия Селина. Один из двоюродных братьев учился в высшей школе милиции, дослужился до подполковника милиции;
Первая жена, Лариса Салтыкова (Селина), снималась в эпизодах «Ментов», по профессии актриса, прожили вместе 22 года, развелись в 2008 или 2009 году, работала секретарём и импресарио мужа. Сын Прохор (р. 20 ноября 1987), окончил в 2010 году Санкт-Петербургский государственный политехнический университет, факультет экономики и менеджмента. Есть внук.
Вторая жена с 2010, Анна Каймакова (р. 1985) — психолог. Училась в Академии МВД на психолога, дочь Мария (р. 11 января 2010), сын — Макар (р. 1 января 2012).

## Творчество

### Фильмография
1. 1990 — Бакенбарды — член «Бивней»
2. 1990 — Духов день — государственный человек
3. 1991 — Действуй, Маня! — лётчик
4. 1991 — Крепкий мужик — Максим
5. 1991 — Миф о Леониде — сотрудник НКВД СССР
6. 1992 — Комедия строгого режима — Серёга, заключённый, повар в ИТК № 7
7. 1993 — Конь Белый — белый палач
8. 1993 — Барабаниада —
9. 1994 — Колечко золотое, букет из алых роз — Антип, работник купца Григория Цыбукина
10. 1994 — Прохиндиада 2 — рэкетир-громила
11. 1995 — 2003 — Улицы разбитых фонарей (сезоны 1—5) — Анатолий Сергеевич Дукалис, старший лейтенант милиции
12. 1996 — Операция «С Новым годом!» — милиционер
13. 1997 — Шизофрения — Серёжа, сотрудник спецслужбы
14. 1998 — Горько! — родственник, военный
15. 1998 — Я первый тебя увидел — красноармеец, футболист
16. 1999 — Убойная сила (сезон 1) — Анатолий Валентинович Дукалис, капитан милиции
17. 2002 — Госпожа Победа (фильм № 1 «Тихий омут») — тренер Славы по плаванию
18. 2003 — Дружная семейка (серия № 50 «Блэк Джек») — Блэк Джек
19. 2003 — С Новым годом! С новым счастьем! — милиционер
20. 2004 — 2007 — Опера. Хроники убойного отдела (сезоны 1—3) — Анатолий Валентинович Дукалис, капитан милиции, старший оперуполномоченный
21. 2004 — Осторожно, Задов! — Боря, сосед и друг прапорщика Задова (1-й сезон, серии № 1, 5) / полковник, начальник прапорщика Задова (1-й сезон, серии № 6-7)
22. 2004 — Легенда о Тампуке —  Степан Барыбин, санитар в психбольнице
23. 2005 — Убить Бэллу — муж и продюсер певицы Василисы
24. 2005 — Ералаш (выпуск № 183, сюжет «В мире животных»)[23] — папа девочки
25. 2006 — Прииск 2. Золотая лихорадка — Саня Щербак
26. 2006 — Двое из ларца  (фильм № 2 «Аромат лжи») — Лёха-прапор
27. 2006 — Случайный попутчик — Василий Вернидуб, бывший зек
28. 2006 — Русский перевод — Дорошенко, майор
29. 2007 — Тайна Аркаима — Виктор Зубров, сотрудник МЧС России
30. 2007 — Лера — Павел Семёнович Тимофеев, отец Дениса Тимофеева, мужа Леры
31. 2008 — Чёрный снег — Михей
32. 2008 — Муха — Иван, водитель-дальнобойщик, друг и напарник Фёдора Мухина
33. 2008 — Краповый берет — Павлов, подполковник спецназа
34. 2008 — Выбор моей мамочки — Вячеслав
35. 2008 — 2010 — Любовь под грифом «Совершенно секретно» — Сергей Селин (камео)
36. 2008 — Родительский день — Сергей Селин (камео)
37. 2008 — Бородин. Возвращение генерала — Виктор Степовой, муж сестры генерала в отставке Павла Бородина
38. 2008 — 2014 — Литейный (сезоны 1—8) — Сергей Селин («Габен»), полковник ФСБ, сотрудник специального отдела, бывший спецназовец
39. 2008 — 2014 — Братаны (сезоны 1—4) — Леонид Захарович Малюта («Старый»), прапорщик в отставке[24]
40. 2009 — Город соблазнов — Василий, водитель-дальнобойщик
41. 2010 — Гром ярости — Громин, полковник спецназа
42. 2010 — Выкрутасы — мэр города Пальчики
43. 2010 — Вопрос чести — Сергей Селин (камео)
44. 2010 — Прощай, «Макаров»! — Илья Гаврилович Строев, подполковник / полковник МВД
45. 2011 — Тихая застава — Владимир Иванович Грицюк, старший прапорщик, старшина пограничной заставы[25]
46. 2011 — Дело чести — Алексей Сухарев, бывший капитан милиции
47. 2012 — 2013 — Дельта — Иван Захарович Пархоменко, глава администрации местного городка
48. 2013 — Трасса — Борис Новиков, бывший сотрудник уголовного розыска на пенсии, муж Натальи, отец Евгения
49. 2013 — Назначена награда — майор
50. 2014 — Лучшие враги — Глеб Сергеевич Данилов, подполковник полиции, начальник оперативно-розыскного отдела
51. 2014 — Бобруйск-Дакар (Беларусь) —
52. 2014 — Корпоратив — отец Валеры
53. 2014 — Прости меня, мама! — Иван Петрович Тучин, участковый инспектор милиции
54. 2014 — 2015 — Дельта. Продолжение — Иван Захарович Пархоменко, глава администрации местного городка
55. 2015 — Чума — Сергей Сергеевич Воробьёв, чиновник
56. 2015 — Письма на стекле. Судьба — Станислав Сергеевич Курганов, мэр
57. 2016 — Серёжка Казановы — богатый папа
58. 2018 — 2019 — Глаза в глаза — Алесандр Николаевич Богданов, полковник, глава следственного отдела СК РФ, начальник руководителя спецгруппы Олега Крылова
59. 2019 — Полицейский с Рублёвки. Новогодний беспредел 2 — дядя Миша, пенсионер МВД
60. 2020 — Реальные пацаны 8 (серия № 251) — Сергей (камео)
61. 2020 — Иванько — Василий Иванович Сапрыкин, отец Андрея Сапрыкина
62. 2021 — Регби — Андрей Палыч, главный врач в спортивном клубе
63. 2021 — Полицейское братство — Сергей Фёдорович Тарасов, полковник полиции
64. 2022 — Непослушник — Петрович
65. 2022 — Бультерьер — Анатолий, дальнобойщик
66. 2022 — Конец света — Геннадий Борисович, полковник полиции
67. 2022 — Непослушник 2. Вспомнить всё — Петрович
68. 2023 — Шаляпин — Иван Иванович Шульгин, бас
69. 2023 — Новогодний ол инклюзив — полковник--
70. 2024 — Непослушники — Петрович, отец Димы

#### Дубляж
- 2008 — Нико: путь к звёздам — Джулиус, белка-летяга

### Телевидение
- 2016—2018 годы — вёл передачу «Рыцари дорог» на телеканале Че.

### Реклама
- 2003—2007 годы — серия рекламных роликов автомобильных шин «Rosava» (Украина)
- 2015 год — Евросеть[26].
- В 2021 году Сергей Селин стал «лицом» юридической компании «Росбанкрот» (Санкт-Петербург), занимающейся списанием кредитов и долгов, и снялся в ряде её рекламных видеороликов[27].

### Видеоклипы
- Заточка —  Новый шериф (2019)

## Признание и награды
- 2006 — почётное звание «Заслуженный артист Российской Федерации» (1 августа 2006 года) — за заслуги в области искусства[2].
- 2011 — орден Дружбы (11 июня 2011 года) — за заслуги в развитии отечественной культуры и искусства, многолетнюю плодотворную деятельность[3][4].
- 2011 — лауреат первой премии ФСБ России в номинации «Актёрская работа»— за роль старшины погранзаставы Владимира Грицюка (в фильме «Тихая застава») и роли сотрудников правоохранительных органов в отечественном кинематографе[25].